# دهه ۸۰ (میلادی)
دهه ۸۰ (میلادی) دهه هشتم تقویم میلادی است.

## درگذشتگان
‎